# スタイロベート

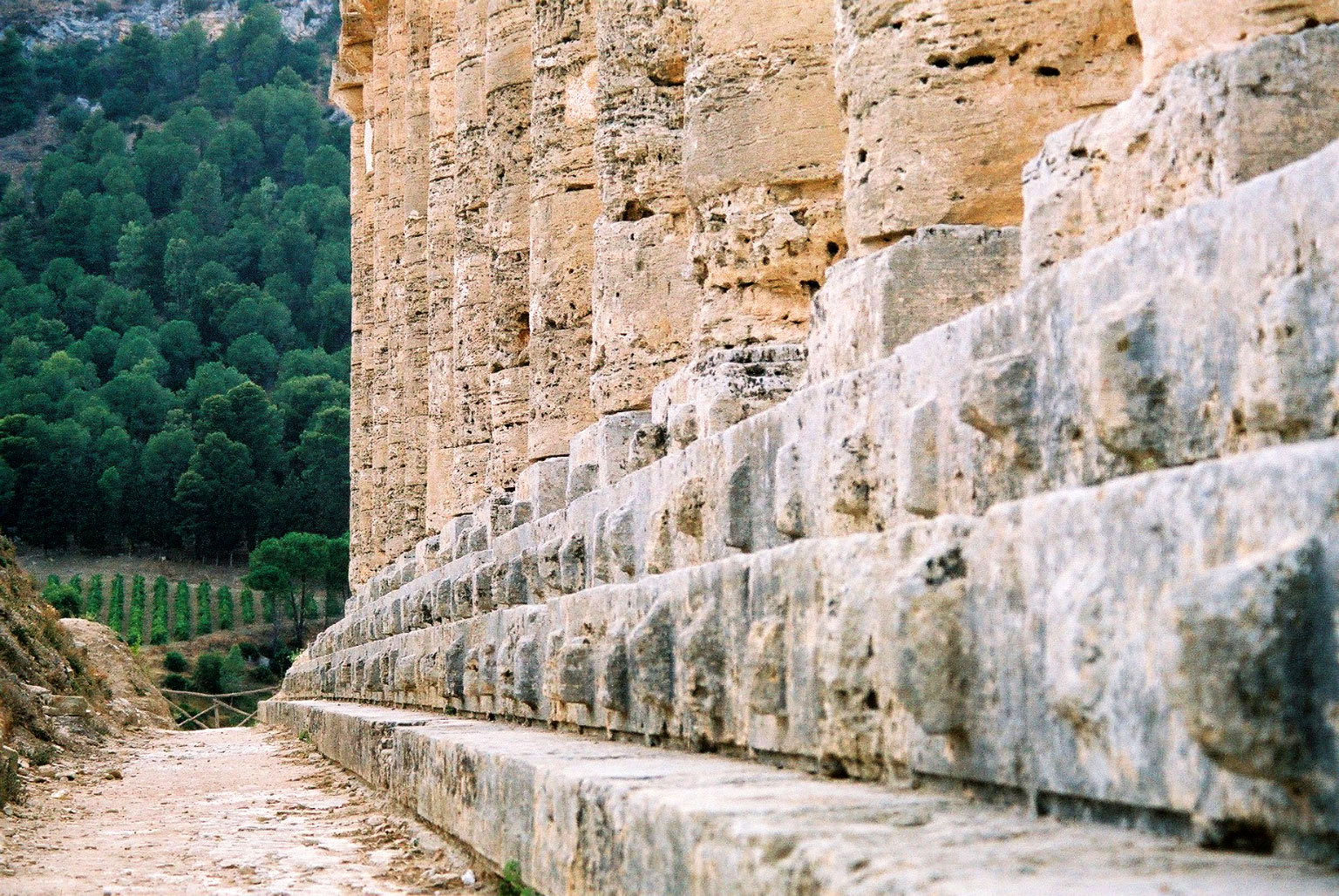
シチリアのセジェスタにあるドーリア式神殿。3段のクレピドーマになっていて、その最上段がスタイロベートである。

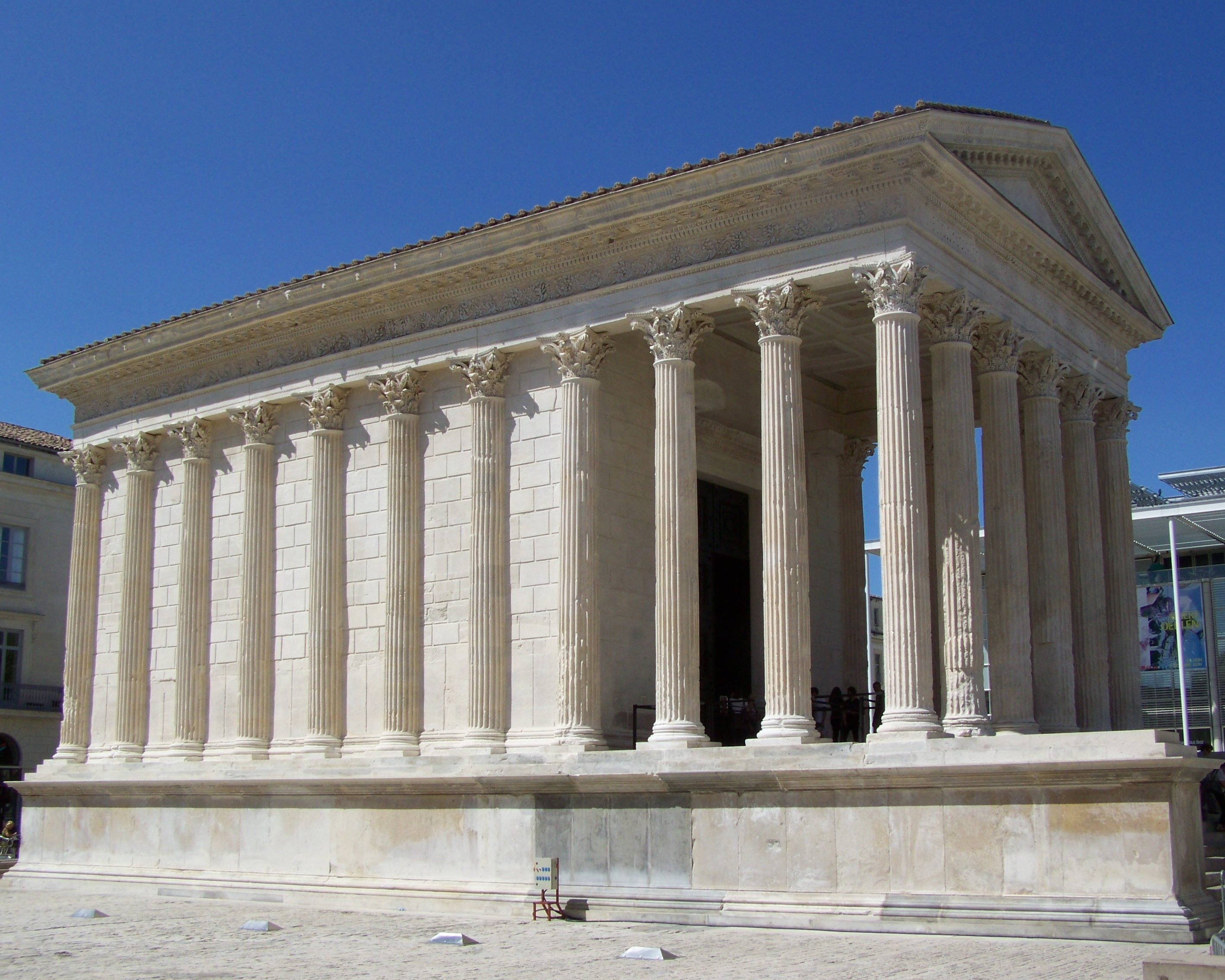
ニームにある古代ローマのメゾン・カレ。ローマ建築のスタイロベートの例

スタイロベート（英語: stylobate）またはステューロバテース（ギリシャ語: στυλοβάτης stȳlobátēs）は、ギリシア建築において階段状の基壇であるクレピドーマ（ギリシャ語: στερεοβάτης stereobátēs ステレオバテース) ）の最上段を意味し、それが神殿の床面となり、その上に円柱を立てたコロネードを形成する。神殿の基壇は、地面をならし平らな層状に石を積んで形成された。
スタイロベートは基壇の最上段を指し、その下の（複数の）段はステレオベート (英語: stereobate; ギリシャ語: στερεοβάτης stereobátēs ステレオバテース) と呼ぶ。また、スタイロベートが基壇全体を指すこともある。転じて、「物事の根本となる基礎」という意味合いも含む。
スタイロベートの大きさは神殿の他の部分の寸法と密接に関連する。ギリシアのドーリア式神殿では、スタイロベートの長さと幅の比率が決まっており、初期のドーリア式神殿では円柱の高さはスタイロベートの幅の3分の1と決まっていた。古代ローマではコリント式オーダーで異なる解釈を採用し、ポルチコ前の階段以外では基壇を階段状にせず、より高いスタイロベートを採用した。